# Sweet and Twenty
Sweet and Twenty is een Amerikaanse stomme en korte film uit 1909 onder regie van D.W. Griffith.

## Verhaal
Alice betrapt haar man op het zoenen van haar zus. De man is gebroken als Alice niets meer met hem te maken wil hebben en probeert zelfmoord te plegen door zichzelf te verdrinken. Alice besluit dat ze het wil goed maken, maar is ze wel op tijd?

## Rolverdeling
| Acteur            | Personage    |
| ----------------- | ------------ |
| Mary Pickford     | Alice        |
| Billy Quirk       | Frank        |
| James Kirkwood    | Alice' vader |
| Florence Lawrence | Alice' zus   |